# Helena Růžičková
Helena Růžičková, rozená Málková (13. června 1936 Praha – 4. ledna 2004 Plzeň), byla česká herečka, komička, tanečnice a baletka.

## Život
Původně vystudovaná zubní laborantka. Od dětství se pohybovala kolem divadla, např. v dětském baletu Národního divadla. Přes choreografku a jevištní techničku se nakonec dostala k divadelnímu herectví. Při zkouškách na DAMU, kam nikdy nebyla přijata, potkala svého manžela Jiřího Růžičku st., rovněž divadelního herce, spolužáka Jiřiny Bohdalové a později též pomocného režiséra na Barrandově. Na svatbě jí šel za svědka Břetislav Staš, který byl prvním manželem její velké kamarádky Jiřiny Bohdalové.
Její významnou rolí byla role Hejtmanky v Gogolově Revizorovi.
Mezi její důležité filmové role patří například postava Heduš v trilogii Homolkových a Škopková v trilogii Slunce, seno… V televizi účinkovala v seriálu Vlak dětství a naděje. Další dramatickou roli vězeňkyně Helgy si zahrála po boku Ivany Chýlkové v seriálu Přítelkyně z domu smutku z roku 1992. Její doménou byl ale humor. Věnovala se estrádním vystoupením jako Duo Kix (s Jiřím Růžičkou ml.), zejména v dobách, kdy nesměla hrát ani na divadle, ve filmu, nebo v televizi.
Spolu s novinářkou Marií Formáčkovou napsala několik knih o svém boji s rakovinou.
Byla matkou herce Jiřího Růžičky ml., kterého přežila o téměř 5 let a s nímž hrála v několika oblíbených českých filmech a jezdila s ním s estrádním programem po republice. Helena Růžičková zemřela 4. ledna 2004 v plzeňské fakultní nemocnici ve věku 67 let po dvouletém boji s gynekologickou rakovinou. Její popel byl rozptýlen na milované chalupě v jihočeské Slatině.

## Dílo

### Divadlo

#### Činoherní klub
Heleně Růžičkové dal režisér Jan Kačer příležitost v Gogolově Revizorovi, kde hrála hejtmanku po boku Pavla Landovského. V této inscenaci Činoherního klubu z konce šedesátých let, jejíž záznam se dochoval, se projevilo herecké mistrovství Růžičkové, celého souboru pražského divadla a skvělá režie Jana Kačera. Helena Růžičková měla dar humoru, ale v Revizorovi ukázala, že zvládne nejnáročnější role s obdivuhodnou suverenitou a výrazovou plností. Soubor se s Revizorem dostal i do Londýna. Místní deníky potom napsaly velice kladné recenze. Zněly kupříkladu takto: „Helena Růžičková hraje Hejtmanku jako neukojenou rozkošnici. Je jí všude plno. Září v růžovém a zeleném, dokáže se ponořit do hlubin zklamání. Groteskní, komická, se schopností vyjádřit přesně všechny tóny herecké kreativity.“ nebo „Ve druhé části hry Gogol rozkresluje typy úředníků do nejmenších detailů, aby bylo jasné, jak mohou ovlivňovat svou společnost. Každý z nich je vybaven vnější daností, ale to vše překrývá hereckou tvorbou široce úsměvná Hejtmanka a podání Heleny Růžičkové.“ 

#### Divadlo Na zábradlí
Helena Růžičková byla také členkou Divadla Na zábradlí. Na prknech tohoto divadla ji diváci poprvé uviděli 7. února 1971, kdy měla premiéru Gorkého hra Na dně. Ačkoliv její angažmá netrvalo dlouho, nastudovala tu několik rolí. Byla obsazena do většiny inscenací, které divadlo do roku 1972 vyprodukovalo: Dáma s kaméliemi, Figarova svatba, Alchymista a její poslední rolí v Divadle Na zábradlí byla Gurmyžská v Ostrovského hře Les, která měla premiéru 6. listopadu 1972. Neexistují bohužel žádné divadelní záznamy, a proto tyto inscenace žijí jen ve vzpomínkách pamětníků. Angažmá v tomto divadle skončilo Heleně Růžičkové v roce 1973.

### Film

#### Čtyřicátá léta 20. století
- Babička (1940) jako Kudrnovic dítě
- Soudný den (1949) jako Cilka

#### Padesátá léta 20. století
- Nevěra (1956) jako divačka na leteckém dnu
- Bomba (1957) jako utíkající pacientka

#### Šedesátá léta 20. století
- Spadla s měsíce (1961) jako družstevnice
- Tři chlapi v chalupě (1963)
- Místo v houfu (1964) jako venkovanka
- …a pátý jezdec je Strach (1964) jako masérka
- Za pět minut sedm (1964) jako dělnice
- Bílá paní (1965) jako družstevnice
- Škola hříšníků (1965) jako Miládka
- Dáma na kolejích (1966) jako masérka
- Vrah skrývá tvář (1966) jako žena ve stáji
- Zločin a trik II. (1967) jako Sirka
- Znamení raka (1967) jako Anna
- Happy end (1967) jako černovláska
- Konec agenta W4C prostřednictvím psa pana Foustky (1967) jako dáma v baru
- Útěk (1967) jako ředitelka
- Zázračný hlavolam (1967) jako Béďova matka
- Řeč o Puškinovi (1968)
- Hříšní lidé města pražského (1968) jako děvka
- Rakev ve snu viděti (1968) jako Velebná
- Červená kůlna (1968) jako Baránková
- Farářův konec (1968) jako Hospodyně
- Všichni dobří rodáci (1968) jako Božka
- Těch několik dní (1968) jako uklízečka
- Hrozné děti (1969) jako selka
- Šest černých dívek aneb Proč zmizel Zajíc (1969) jako Ema Krkavcová
- Zabil jsem Einsteina, pánové… (1969) jako kuchařka
- Ecce homo Homolka (1969) jako Heduš
- Svatej z Krejcárku (1969) jako sekretářka

#### Sedmdesátá léta 20. století
- Ďábelské líbánky (1970) jako tlustá paní
- Nevěsta (1970) jako pokojská
- Velká neznámá (1970) jako informátorka
- Pane, vy jste vdova! (1970) jako Stubová
- Hogo fogo Homolka (1970) jako Heduš
- Lucie a zázraky (1970) jako prodavačka
- Čert a Káča (1970)
- Ženy v ofsajdu (1971) jako Anča
- Psi a lidé (1971) jako Zuzana, I. selka
- Metráček (1971) jako teta
- Slaměný klobouk (1971) jako baronka de Champigny
- My tři a pes z Pětipes (1971) jako Ludvíková
- Dívka na koštěti (1971) jako pacientka
- Ukradená bitva (1972) jako kněžna Lotrinská
- Homolka a tobolka (1972) jako Heduš
- Šaty (1972) jako prodavačka šatů
- Tři oříšky pro Popelku (1973) jako Droběna
- Zítra to roztočíme, drahoušku…! (1976) jako uklízečka Hortenzie
- Pozor, ide Jozefína... (1976) jako Kusalová
- Honza málem králem (1976) jako trhovkyně
- Což takhle dát si špenát (1977) jako návštěvnice hotelové restaurace
- O moravské zemi (1977) jako Křapčena
- Od zítřka nečaruji (1978) jako kuchařka
- Kamarátky (1979) jako Vondrová
- Modrá planeta (1979)

#### Osmdesátá léta 20. století
- Co je doma, to se počítá, pánové... (1980) jako uklízečka Hortenzie
- Trhák (1980) jako vesničanka
- Prázdniny pro psa (1980) jako Krásová
- Blázni, vodníci a podvodníci (1980) jako paní kněžna
- Buldoci a třešně (1981) jako cizinka
- Tajemství hradu v Karpatech (1981) jako zpěvačka
- V podstatě jsme normální (1981) jako Rabiňáková
- Mezi námi kluky (1981) jako vrátná
- Monstrum z galaxie Arkana (1981) jako teta Švarcová
- Příště budeme chytřejší, staroušku! (1982) jako Julinka
- Slunce, seno, jahody (1983) jako Škopková
- Návštěvníci (1983) 14. díl – jako povodní poškozená žena
- Vlak dětství a naděje (1984) jako Anna Urbanová
- Velká filmová loupež (1986) jako Helena Růžičková
- O princezně Jasněnce a létajícím ševci (1987) jako čarodějnice
- Slunce, seno a pár facek (1989) jako Škopková
- Dva lidi v zoo (1989) jako Burdová

#### Devadesátá léta 20. století
- Slunce, seno, erotika (1991) jako Škopková
- Trhala fialky dynamitem (1992) jako Helena Karafiátová + námět, scénář
- Přítelkyně z domu smutku (1993) jako Helga
- Fontána pre Zuzanu 2 (1993) jako mama Kami
- Hořké léto (1995) jako teta Matylda

#### Nultá léta 21. století
- Z pekla štěstí 2 (2001) jako čarodějnice
- Kameňák 2 (2004) jako zelinářka

## Televize
- 1971 Babička (TV film) – role: mlynářka
- 1973 O doktoru Vševědovi (TV pohádka) – role: selka Raková

### Reklama
- Zemědělské noviny (1991) jako „Škopková“

### Videoklipy k písním
- Napíšu ti v dopise – písnička Milana Chladila a Jiřího Grossmanna
- Mama Kami – písnička Pavla Habery a Ibrahima Maigy

## Diskografie
- 1991 Písničky za všechny peníze (spolu s Jiřím Růžičkou) – Vrba – VR 003-1 331, LP – album,
- 2001 A tak jsem šla životem aneb Slzy a smích Heleny Růžičkové – ERA Audio, ČRo Brno – mluvené slovo,
- 2001 Slunce, seno, pomluvy (spolu se Zdeňkem Troškou) – B&M Music – 016 559 – 2 – mluvené slovo,
- 2008 Ať žije smích! – Supraphon SU 7077-9, EAN: 099925707798, DVD – mluvené slovo[2]